# Honey Don’t
«Honey Don’t» (с англ. — «Дорогая, не надо») — песня, написанная Карлом Перкинсом и выпущенная на стороне «Б» сингла «Blue Suede Shoes» 1 января 1956 года. Обе песни стали классикой рокабилли. Песня многократно перепевалась различными исполнителями; довольно известна кавер-версия группы «Битлз», вышедшая в четвёртом студийном альбоме группы.

## История песни
Согласно Дэвиду Макги, автору книги «Go, Cat, Go! The Life and Times of Carl Perkins, the King of Rockabilly», оригинальная запись песни состоялась в следующем составе:
- Карл Перкинс — соло-гитара, основной вокал
- Джей Перкинс — ритм-гитара, подголоски
- Клейтон Перкинс — бас
- В. С. Холланд — ударные

Когда Карл Перкинс впервые показал эту песню своему брату Джею, тому крайне не понравился необычный выбор аккорда — после ми-мажорного трезвучия вместо обычного для блюзовой последовательности ля мажора в песне звучал до-мажорный септаккорд. Несмотря на протесты Джея, Карлу удалось убедить брата в том, что это делает песню необычной. Сегодня эта последовательность аккордов считается одним из наиболее интересных аспектов песни.
Перкинс со своей группой исполнил эту песню на своём первом телевизионном выступлении 17 марта 1956 года.

## Версия «Битлз»
«Битлз» записали эту композицию 26 октября 1964 года; в общей сложности было сделано пять дублей. В Великобритании песня вышла 4 декабря 1964 года в альбоме Beatles for Sale; в США песня вышла 15 декабря в альбоме Beatles '65, а позднее вышла также в американском мини-альбоме 4-by The Beatles.
Несмотря на то, что Джон Леннон до этого неоднократно исполнял эту песню (с 1962 года), её исполнение для альбома доверили Ринго Старру. Версия в исполнении Леннона доступна в альбоме Live at the BBC (куда было включено живое исполнение песни, записанное группой 1 августа 1963 года).
В записи участвовали:
- Ринго Старр — ударные, вокал
- Джон Леннон — ритм-гитара
- Пол Маккартни — бас-гитара
- Джордж Харрисон — соло-гитара

## Другие кавер-версии
В общей сложности на песню записано больше 20 кавер-версий; из наиболее известных можно упомянуть следующие:
- Ванда Джексон включила кавер-версию песни в свой альбом Two Sides of Wanda (1964).
- Группа T. Rex записала песню в 1971 году.
- Песня исполнялась также Ринго Старром, Джоном Ленноном, Элвисом Костелло и другими исполнителями.

## Примечание
1. ↑  Название песни представляет собой игру слов. Английский оборот «honey-do» является шуточным обозначением для тех задач, которые жёны обычно дают мужьям. Выражение «honey-don’t», таким образом, обозначает нечто вроде «То, чего нельзя делать дорогому/дорогой».